# 截尾上棘鮠
截尾上棘鮠，為輻鰭魚綱鯰形目鼬鯰科的其中一種，為熱帶淡水魚，分布於南美洲巴西至阿根廷淡水流域，體長可達11.4公分，棲息在底層水域，生活習性不明。